# (Still) 2gether
《因為我們依然天生一對》，為泰國GMM 25與LINE TV於2020年8月14日起播出的同志浪漫愛情劇，由Bright及Win主演。
此劇由GMMTV製作，為電視劇《因為我們天生一對》的續作。2020年6月，該公司公佈將為《因為我們天生一對》製作共五集長的延伸作品。其後，此劇於2020年8月在GMM 25電視台及LINE TV首播，同年9月終映。

## 劇情簡介
Tine及Sarawat在確認彼此的心意後，踏入第二年充滿愛和溫暖的戀愛歷程。他們亦在升上大學二年級後，負擔起校園內更重要的角色，Tine成為啦啦隊的隊長，而Sarawat則成為音樂社的社長。由於兩個社團在新年度遷入相鄰的房間，以致兩者在練習期間發生糾紛。由於社團之間的爭拗加劇，加上連兩人的朋友也捲入爭拗之中，使Tine及Sarawat的關係開始受挑戰。

## 演員陣容
註：括號內的演員姓名為小名。

### 主要人物
- 瓦奇拉維特·奇瓦雷（Bright）飾演 Sarawat（香港配音：李凱傑）

受歡迎的政治學院二年級學生，為吉他手及足球運動員，後來成為音樂社的社長，也是樂隊「Crtl+S」的成員。
- 梅塔文·歐帕西安卡瓊（Win）飾演 Tine（香港配音：陳灝瑋）

帥氣的法學院二年級學生，音樂社秘書，因學姊所託成為法學院啦啦隊隊長。

### 音樂社
- 格拉維·伯恩司裡（日语：コラウィット・ブーンスィ）（Gun）飾演 Green（香港配音：張方正）

Tine的追求者，不斷糾纏著Tine，後被Tine發現Dim為他的男友。目前為Tine所屬之啦啦隊成員。
- 西瓦科恩·勒爾科喬特（Guy）飾演 Dim（香港配音：李鎮然）

前音樂社社長，與Green交往中。
- 拉查楠·玛哈菀（Film）飾演 Earn（香港配音：葉曉欣）

音樂社社員，也是「Crtl+S」的成員。

### Tine周邊人物
- 吉拉迪·庫立亞古（Toptap）飾演 Type（香港配音：曹啟謙）

Tine的哥哥，Man的男朋友。
- 塔納瓦·拉達納奇派山（Khaotung）飾演 Fong（香港配音：鍾見麟→黃啟昌）

Tine的好友。
- 查亞功·朱塔瑪斯（JJ）飾演 Ohm（香港配音：黃積權）

Tine的好友。
- 帕蘭妮·琳帕緹雅空（Love）飾演 Pear（香港配音：凌晞）

醫學院二年級學生，原音樂社成員後退社進入Tine的啦啦隊幫忙，Tine曾經暗戀的對象。

### Sarawat周邊人物
- 弗蘭克·薩納薩蘭（英语：Thanatsaran Samthonglai）（Frank）飾演 Phukong（香港配音：胡家豪）

Sarawat的弟弟，建築系大一學生，喜歡Mil。第三集成為Mil男友
- 彩拿甘·阿旁蘇提南（Gunsmile）飾演 Boss（香港配音：麥皓豐）

Sarawat的朋友，喜歡Pear但不敢表白，但在第五集努力向Pear表白。
- 辛納拉·西里朋查瓦雷（Mike）飾演 Man（香港配音：關令翹）

Sarawat的朋友，與Type交往中。

### 其他人物
- 德雷克·萊德克（Drake）飾演 Mil（香港配音：李致林）

Phukong男友，建築系大四學生，之前暗戀著Tine。
- 帕克里雅·甘然塔纳素（Nanan）飾演 Fang（香港配音：劉惠雲）

前任法學院啦啦隊隊長。

### 特別出演
- 瓦查拉·蘇克丘姆（Jennie）飾演 Jennie

參加音樂社活動的傳奇電吉他手。

## 電視劇原聲帶
| 曲序 | 曲目                    | 演唱                                                  |
| ---- | ----------------------- | ----------------------------------------------------- |
| 1.   | 在你身邊（ติดกับ）        | 努塔吾·詹瑪納（Max）                                  |
| 2.   | Still Together（ยังคู่กัน） | 瓦奇拉维特·奇瓦雷（Bright） 梅塔文·歐帕西安卡瓊（Win) |
| 3.   | With a Smile            | 瓦奇拉维特·奇瓦雷（Bright）                           |

## 外部連結
- GMMTV官方網站 （页面存档备份，存于）（泰文）
- MyDramaList 劇集介紹及劇評 （页面存档备份，存于）（英文）
- 豆瓣劇集介紹 （页面存档备份，存于）（中文）

| 香港 無綫電視J2 Mtube星期五 23:30 - 00:30          | 香港 無綫電視J2 Mtube星期五 23:30 - 00:30             | 香港 無綫電視J2 Mtube星期五 23:30 - 00:30 |
| -------------------------------------------------- | ----------------------------------------------------- | ----------------------------------------- |
|                                                    | 因為我們依然天生一對 （2022年3月25日－2022年4月22日） |                                           |
| 只因我們天生一對 （2021年12月17日－2022年3月18日） | 忒修斯之船 （重播） （2022年4月29日－2022年7月1日）   |                                           |